# Butte Saint-Georges
La butte Saint-Georges est située dans la commune française de Verdelot et est le point culminant du département de Seine-et-Marne avec ses 216 mètres d'altitude. 

## Situation
Elle est le troisième sommet d'Île-de-France après la colline d'Élancourt, située entre Élancourt et Trappes, s'élevant à 231 mètres, et les buttes de Rosne situées dans le Vexin français, à 216 mètres d'altitude.
La butte Saint-Georges est cependant le deuxième plus haut point culminant naturel d'Île-de-France, la butte d'Élancourt ayant été créée artificiellement par un amoncellement de gravats venant des terrassements et démolitions opérées dans la région avec le développement de l'urbanisation.